# Maschinenfabrik Fahr

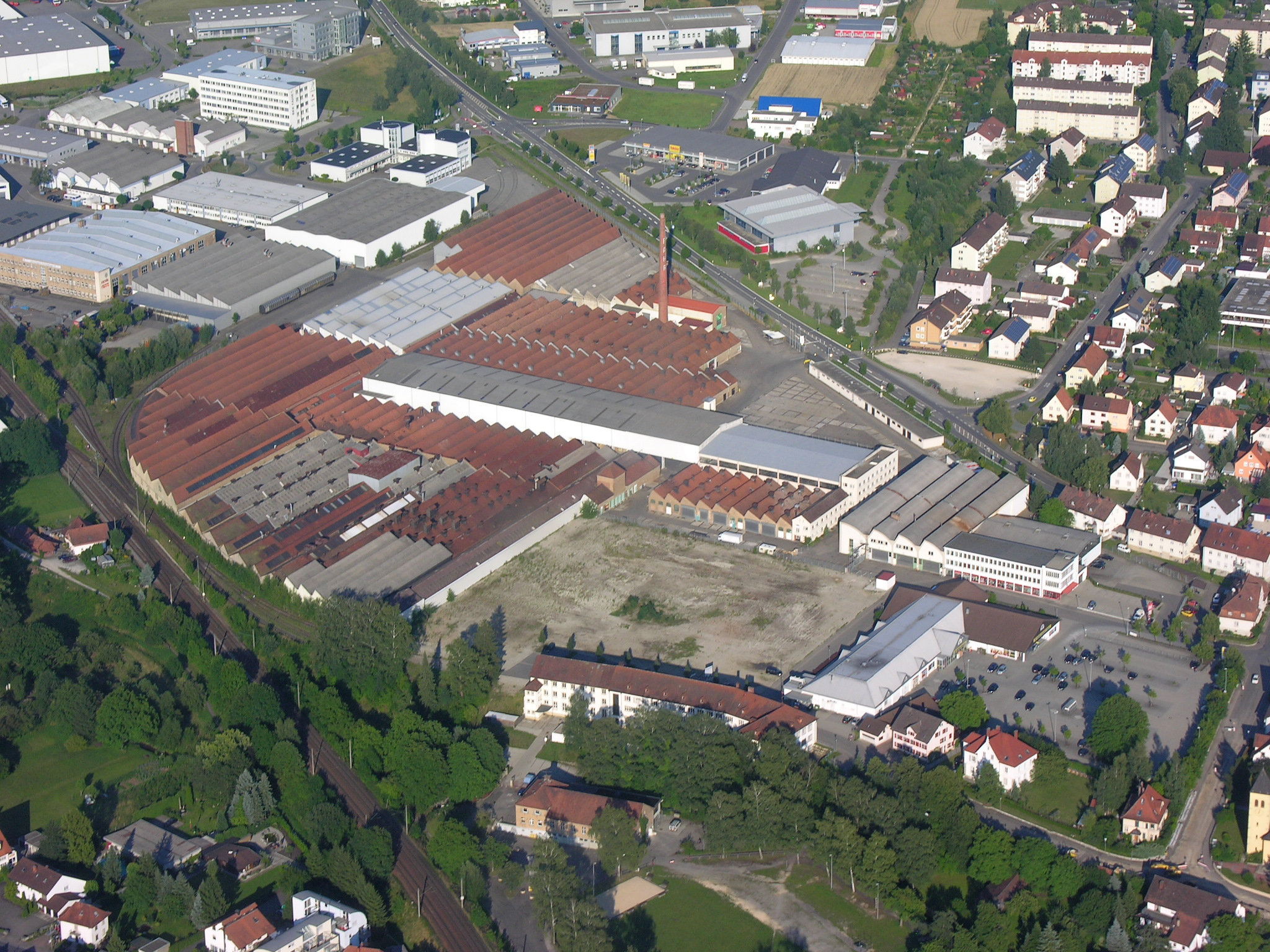

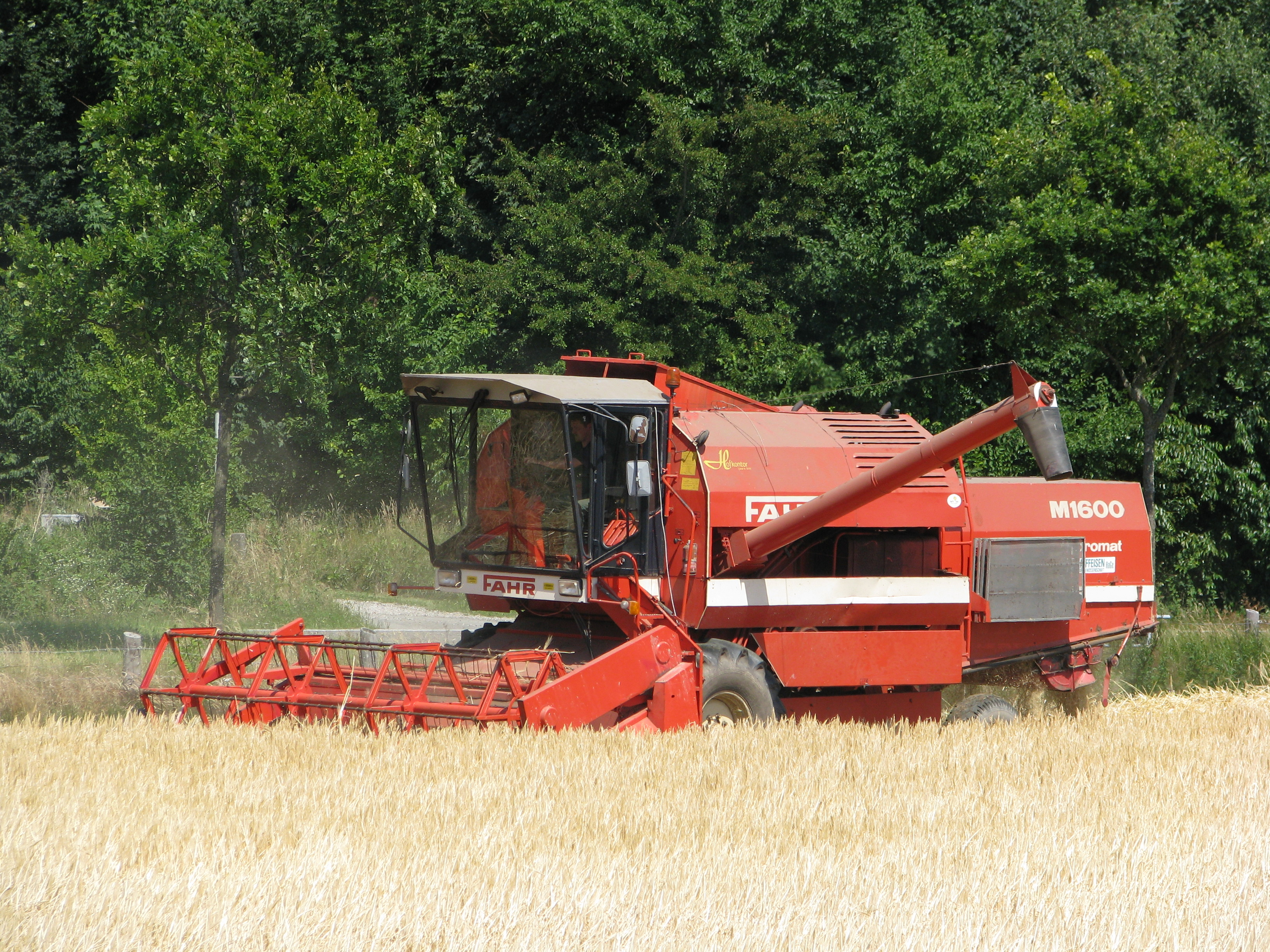
Kombajn zbożowy Fahr M1600 Hydromat

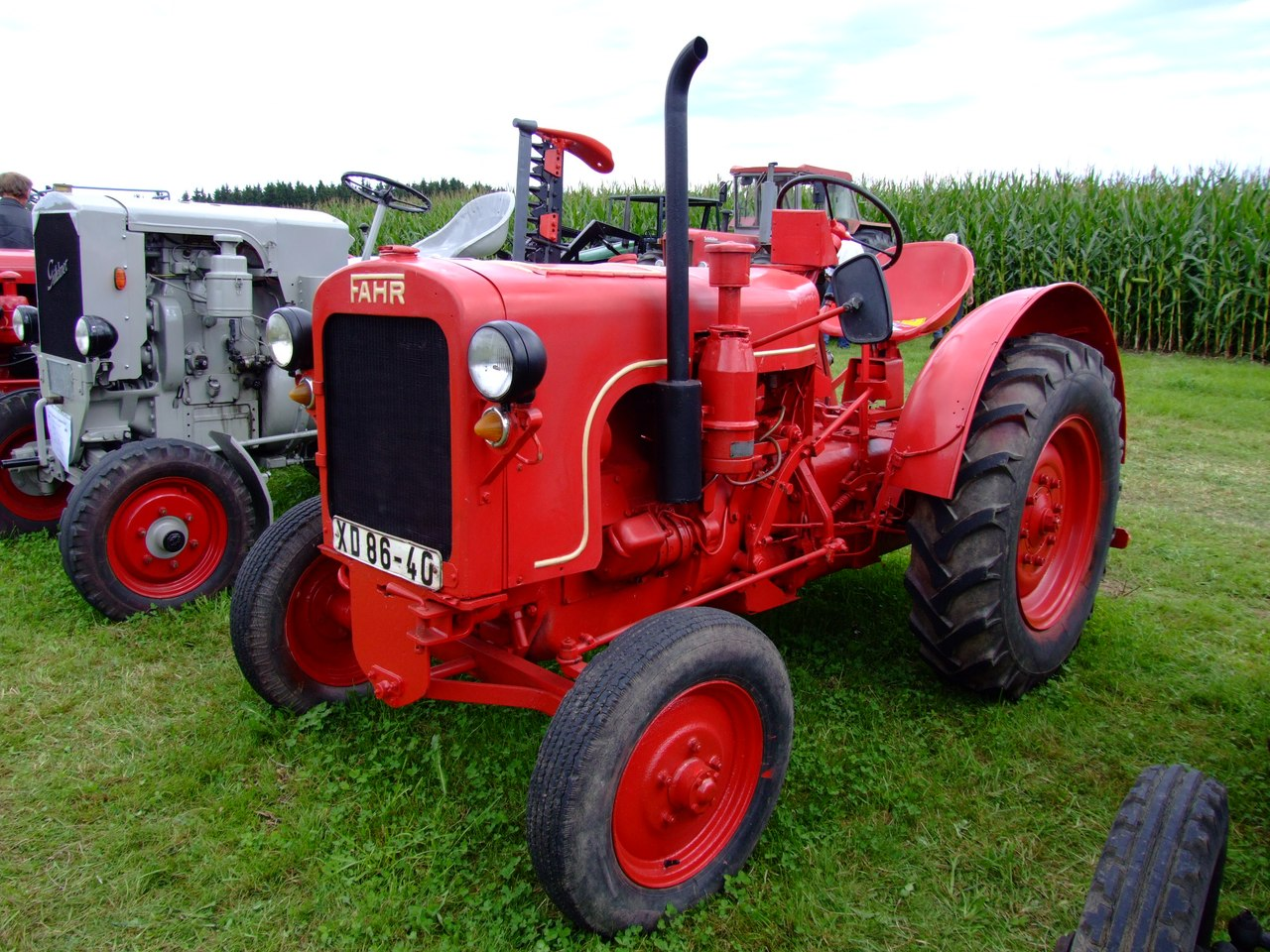
Ciągnik rolniczy Fahr F22

Fahr – były niemiecki producent maszyn rolniczych z siedzibą w Gottmadingen, w kraju związkowym Badenia-Wirtembergia.

## Historia
Firma została założona w 1870 roku przez Johanna Georga Fahra w Gottmadingen. W 1911 Maschinenfabrik Fahr stała się spółką akcyjną, a w 1938 roku Fahr rozpoczął produkcję ciągników rolniczych. Silniki były dostarczane głównie przez firmy Güldner i Deutz AG.
W 1951 roku Fahr rozpoczął produkcję sieczkarni, a na wystawie w Hamburgu zaprezentował pierwszy niemiecki kombajn zbożowy samobieżny, stając się pierwszym producentem rok później. W 1952 roku założono FAHR-Argentina w Buenos Aires. W 1958 roku rozpoczęto kooperację przy produkcji ciągników z firmą Güldner.
W 1961 roku Fahr wdrożył do produkcji pierwszy przetrząsacz rotacyjny KH4, który występował w wariantach dwu-, cztero- i sześciowirnikowych. W tym samym roku właścicielem 25% akcji stała się spółka Klöckner-Humboldt-Deutz AG (KHD). W 1968 KHD przejął kontrolę nad spółką Fahr. W 1970 roku KHD nabył producenta maszyn rolniczych Ködel & Böhm w Lauingen tworząc oddział firmy Maschinenfabrik Fahr AG produkujący kombajny zbożowe. W 1971 roku pierwszy kombajn Fahr zjechał z linii produkcyjnej w Lauingen. W 1975 KHD stała się właścicielem wszystkich akcji. Od 1981 roku wszystkie produkty fabryki były sprzedawane pod marką Deutz-Fahr.
W 1988 roku właścicielem fabryki w Gottmadingen stała się holenderska firma Greenland. Po przejęciu grupy Greenland w 1998 roku przez Kverneland Group, została zamknięta 24 lipca 2006 roku.